# الزغفة (الحديدة)

تعديل مصدري - تعديل

الزغفه هي إحدى قرى مديرية الضحى، التابعة لمحافظة الحديدة اليمنية، بلغ تعداد سكانها 4338 نسمة حسب الإحصاء الذي جرى عام 2004.